# تمرد مقديشو 2021
تمرد مقديشو 2021 في 25 أبريل 2021 دخل مئات الجنود الصوماليين إلى مقديشو معارضين لتمديد الولاية الرئاسية.

## خلفية
في 14 أبريل 2021 وقع رئيس الصومال المنتهية ولايته محمد عبد الله محمد قانونًا يمدد ولايته لمدة عامين. وقد عارض ذلك قادة المعارضة الذين وصفوه بأنه «تهديد للاستقرار والسلام والوحدة» ومن قبل المجتمع الدولي.

## التاريخ
في 25 أبريل 2021 دخل جنود - معظمهم من هيرشابيل - العاصمة الصومالية مقديشو بعد أن وافق الرئيس محمد على تمديد فترة ولايته لمدة عامين. وسيطر المتمردون على الجزء الشمالي من المدينة واشتبكوا مع القوات الموالية للحكومة في بعض الأحياء. هاجم جنود موالون للحكومة منازل الرئيس الصومالي السابق وزعيم المعارضة. بحلول نهاية اليوم انسحبت القوات الحكومية باتجاه فيلا الصومال.
في 6 مايو 2021 وافق الجنود على الانسحاب من مقديشو بعد سلسلة من المحادثات مع رئيس الوزراء، التي أجرتها المعارضة. تم تعيين الشرطة للسيطرة على المدينة. في 8 مايو 2021 أعيد فتح الطرق وانسحب المتمردون من مقديشو في مركبات باتجاه شبيلي السفلى والوسطى.